# Effetto Sagnac

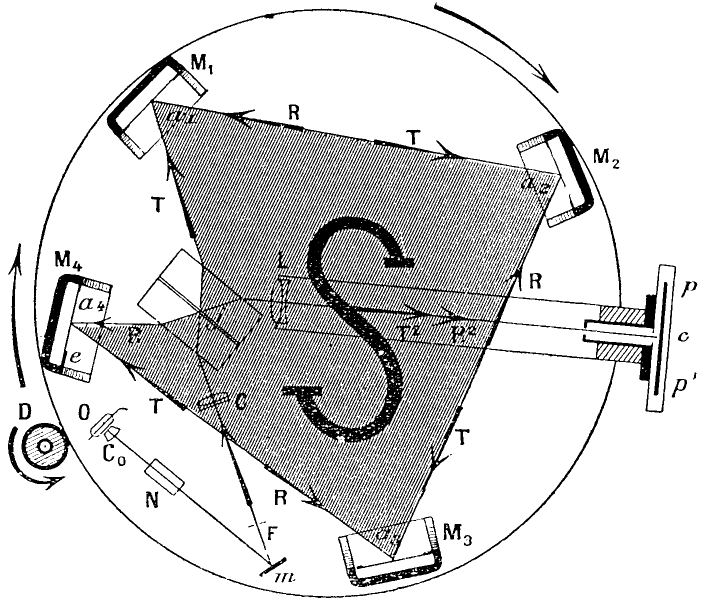
Schizzo originale di Georges Sagnac

L'effetto Sagnac è un fenomeno fisico di interferenza ottica scoperto dal fisico francese Georges Sagnac nel 1913. Si tratta di una asimmetria della velocità relativa dei segnali luminosi che percorrono in senso inverso la circonferenza di un disco in rotazione.

## Generalità
L'effetto Sagnac si manifesta in un allestimento chiamato interferometro ad anello, noto anche come interferometro di Sagnac. Un raggio di luce è suddiviso in due ed i due raggi sono indirizzati in direzioni opposte. Solitamente si impiegano diversi specchi, affinché i raggi seguano una traiettoria triangolare o quadrata. Per guidare la luce possono essere utilizzate fibre ottiche . L'interferometro ad anello è posto su una piattaforma che può ruotare. Quando il raggio ritorna al punto di accesso, gli si consente di uscire dall'apparato in modo che si dia luogo ad  una figura d'interferenza.
Quando la piattaforma sta ruotando le linee della figura d'interferenza si spostano rispetto alla figura d'interferenza osservata quando la piattaforma è ferma. L'ammontare dello spostamento è proporzionale alla velocità angolare della piattaforma ruotante. Non è necessario che l'asse di rotazione si trovi all'interno dell'area circoscritta dalla traiettoria.
Mentre la piattaforma sta ruotando, il punto di accesso ed uscita si muove durante il tempo di transito della luce, così che un raggio viene a coprire meno distanza dell'altro raggio. Ciò crea lo spostamento nella figura d'interferenza; pertanto, la figura d'interferenza ottenuta a ciascuna velocità angolare della piattaforma esibisce uno spostamento di fase particolare di quella velocità angolare.
Nella discussione di sopra, la rotazione menzionata è una rotazione rispetto a un sistema di riferimento inerziale. Siccome questo esperimento non coinvolge una velocità relativistica, la medesima descrizione è valida sia nel contesto della elettrodinamica classica sia della relatività speciale.
Un giroscopio montato su una sospensione cardanica rimane orientato nella medesima direzione dopo essere stato posto in rotazione e perciò può essere utilizzato come riferimento per un sistema di guida inerziale. Un interferometro di Sagnac misura la sua stessa velocità angolare rispetto al sistema di riferimento locale: perciò, proprio come un giroscopio, può fornire il riferimento per un sistema di guida inerziale.

## Interferometria con laser anulari
Il tipo di interferometro anulare che è stato descritto nella sezione di apertura è talvolta  chiamato interferometro anulare passivo. L'interferometro anulare passivo utilizza della luce che entra nell'apparato dall'esterno. La figura d'interferenza che si ottiene è una figura a frange, e ciò che si misura è uno spostamento di fase.
È pure possibile costruire degli interferometri che siano autosufficienti, che sono basati su arrangiamenti completamente differenti. La luce è generata e sostenuta con la incorporazione di una eccitazione laser in qualche punto nel percorso  anulare della luce. La cavità laser anulare è inclusa, ed il mezzo laser non deve entrare in contatto con l'aria esterna.  Questo adattamento è denominato laser anulare. Per comprendere ciò che accade in una cavità laser, viene utile discutere la fisica del laser (processo di amplificazione della luce con stimolazione dell'emissione di radiazione) in un assiemaggio laser a generazione continua di luce.
Non appena viene avviata l'eccitazione del laser, gli atomi o molecole dentro la cavità emettono dei fotoni,  ma dato che gli atomi posseggono una velocità termica, la luce all'interno della cavità all'inizio è una gamma di frequenze, che corrispondono alla distribuzione statistica delle velocità. Il processo di emissione stimolata fa sì che rapidamente una frequenza prevalga sulle altre frequenze, e dopo di ciò la luce risulta estremamente monocromatica.
Mentre un laser anulare sta ruotando, il processo laser genera due frequenze di luce laser. In ciascuna sezione della cavità del laser anulare, la luce si propaga alla stessa velocità sia in una che nell'altra direzione. Per amore di semplicità, assumiamo che tutti i fotoni emessi siano emessi in una direzione parallela alla direzione dell'anello (questa di fatto è una grande semplificazione, ma che non influisce sul contenuto di questa esposizione). Gli atomi nella cavità del laser, rappresentati come punti grigi nella animazione, possiedono una velocità termica, e mediamente possiedono una velocità in direzione antioraria lungo l'anello. Le molecole nella cavità del laser possono venire considerate come dei risuonatori. Un fotone di transito stimolerà una emissione della molecola eccitata solo se la frequenza del fotone di transito si accorda esattamente con la frequenza del fotone che la molecola sta per emettere.
Un fotone che è emesso in senso antiorario viene mediamente spostato  per effetto Doppler su una frequenza superiore, un fotone che è emesso in senso orario viene mediamente spostato per il medesimo effetto su una frequenza inferiore. È molto più probabile che i fotoni a frequenza incrementata stimolino una emissione per interazione con molecole che essi raggiungono, ed è molto più probabile che i fotoni a frequenza ridotta stimolino una emissione per interazione con molecole che essi incontrano. Visto sotto questo aspetto,  che il laser generi due frequenze di luce laser è una conseguenza diretta del fatto che ovunque lungo l'anello la velocità della luce è la medesima in entrambe le direzioni. La invarianza della velocità della luce agisce come uno sfondo immutabile, e le molecole all'interno della cavità del laser posseggono una certa velocità rispetto a quello sfondo. Ci si riferisce a questo sfondo come fosse uno spazio inerziale.
La luce laser generata viene campionata facendone uscire una frazione dalla cavità del laser. Portando le due frequenze della luce laser ad interferire si ottiene una frequenza di battimento; la frequenza di battimento è la differenza tra le due frequenze. La frequenza di battimento può essere immaginata come una figura d'interferenza nel tempo. (Le frange d'interferenza più famigliari nell'interferometria sono figure spaziali). Il periodo questa frequenza di battimento è proporzionale linearmente alla velocità angolare del laser anulare rispetto allo spazio inerziale.
Nel caso della interferometria a laser anulare, non c'è bisogno di calibrazione. (In un certo senso si può affermare che il processo è auto-calibrante). La frequenza di battimento sarà zero se e solamente se il complesso laser anulare non è in rotazione rispetto allo spazio inerziale.

### Agganciamento
Per il modo in cui la luce laser è generata, la luce nella cavità del laser è caratterizzata da una forte tendenza al monocromatismo (e ciò è quello che i progettisti dei laser normalmente vogliono ottenere). La tendenza a non dividersi in due frequenze è nominata agganciamento. I dispositivi laser anulari incorporati negli strumenti di navigazione (per servire da giroscopio a laser anulare) sono normalmente troppo piccoli per uscire spontaneamente dall'agganciamento. L'uscita dall'agganciamento è assicurata vibrando il giroscopio leggermente ad una frequenza nella gamma delle frequenze audio.

## Procedura di sincronizzazione
La procedura per la sincronizzazione degli orologi su tutto il globo deve prendere in considerazione la rotazione della terra. I segnali utilizzati  nella procedura di sincronizzazione possono esistere nella forma di impulsi elettrici condotti da cavi elettrici, possono essere degli impulsi di luce condotti da cavi in fibra ottica, oppure possono essere dei segnali radio. Se un numero di stazioni poste all'equatore si passano l'un l'altra degli impulsi, gli orologi corrisponderanno ancora dopo che  la ritramissione ha circumnavigato il  globo? Una condizione per gestire correttamente il passamano è che sia preso in considerazione ogni volta il tempo che il segnale impiega per viaggiare da una stazione all'altra. Su un pianeta che non stia ruotando ciò garantisce un risultato credibile: due staffette temporali, che percorrono una intera circonferenza in direzioni opposte, giungeranno contemporaneamente al punto d'origine. Tuttavia, su un pianeta in rotazione, si deve pure tenere presente che il ricevitore si muove durante il tempo di trasmissione del segnale, accorciando o allungando il tempo di transito rispetto a quello che sarebbe stato nella situazione di non rotazione.
È riconosciuto che le sincronizzazioni degli orologi e degli interferometri anulari sono fondamentalmente connesse. Dunque la necessità di considerare la rotazione della terra nelle procedure di sincronizzazione è nominata "effetto Sagnac".

## Storia dell'Effetto Sagnac
Il primo esperimento di interferometria anulare mirato ad osservare la correlazione tra la velocità angolare e lo spostamento di fase fu eseguito dal francese Georges Sagnac nel 1913, che è la ragione per cui l'effetto porta il suo nome. La sua finalità era  di rivelare l'effetto del moto relativo della terra rispetto all'etere. Un esperimento condotto da Francis Harress nel 1911, inteso ad eseguire delle misurazioni del trascinamento di Fresnel della luce che si propaga in un vetro in movimento, venne più tardi riconosciuto rappresentare di fatto l'esperimento di Sagnac. Harress aveva attribuito a qualche cosa d'altro l'inaspettata propensione.
Nel 1926 venne approntato un esperimento interferometrico molto ambizioso da parte di Albert Abraham Michelson ed Henry Gordon Gale. La finalità era di trovare se la rotazione della Terra ha qualche effetto sulla propagazione della luce in prossimità della stessa. L'esperimento consisteva in un interferometro ad anello molto grande (con un perimetro di 1,9 km), grande abbastanza per evidenziare la velocità angolare della terra. Il risultato dell'esperimento fu che la velocità angolare della Terra come misurata con metodi astronomici era confermata nei limiti di precisione delle misure. L'interferometro anulare dell'esperimento di Michelson-Gale non era calibrato per confronto con un riferimento esterno (il che non risultava possibile poiché il dispositivo era fisso sulla Terra). Dal suo progetto si poteva dedurre dove si sarebbe dovuta trovare la frangia centrale dell'interferenza se ci fosse stato spostamento zero. Lo spostamento misurato fu di 230 parti su 1000, con una precisione di 5 parti su 1000. Lo scostamento predetto era di 237 parti su 1000.

## Calcoli
L'effetto Sagnac non è subordinato dalla scelta del sistema di riferimento, esso ne è indipendente, come è mostrato da un calcolo che invoca il tensore metrico per un osservatore sull'asse di rotazione dell'interferometro anulare e che ruota con il medesimo che produce il medesimo risultato. Se si inizia con la metrica di Minkowski e si effettua il cambio di coordinate {\displaystyle x=r\cos \left(\theta +\omega t\right)} e {\displaystyle y=r\sin \left(\theta +\omega t\right)} (vedi coordinate Born), l'intervallo nella metrica risultante è
{\displaystyle ds^{2}=(c^{2}-r^{2}\omega ^{2})\,dt^{2}-dr^{2}-r^{2}d\theta ^{2}-dz^{2}-2r^{2}\omega \,dt\,d\theta }
in cui
- {\displaystyle t} è il tempo proprio dell'osservatore centrale,
- {\displaystyle r} è la distanza dal centro,
- {\displaystyle \theta } è la distanza angolare lungo l'anello dalla direzione  fronteggiata dall'osservatore centrale,
- {\displaystyle z} è la direzione perpendicolare al piano dell'anello e
- {\displaystyle \omega } è la velocità di rotazione dell'anello e dell'osservatore.

Sotto questa metrica, la velocità della luce tangente all'anello è {\displaystyle c\pm r\omega } a seconda che la luce si stia muovendo contro o nella direzione di rotazione dell'anello. Si noti che solamente il caso {\displaystyle \omega =0} è inerziale. Per {\displaystyle \omega \neq 0} questo sistema di riferimento è non inerziale, ed è questa la ragione per cui la velocità della luce in posizioni distanti dall'osservatore (a {\displaystyle r=0}) può essere diversa da {\displaystyle c}. 

## Impiego pratico dell'effetto Sagnac
L'effetto Sagnac è utilizzato nella tecnologia corrente. Uno degli impieghi è nei sistemi di navigazione inerziale. I giroscopi a laser anulare sono estremamente sensibili alle rotazioni, fatto che necessita di essere preso in considerazione se un sistema di navigazione inerziale deve fornire dati corretti.